# اوکوماره دل توی
اوکومار دل توی (به اسپانیایی: Ocumare del Tuy) یک شهر در ونزوئلا است که در Lander واقع شده‌است. اوکومار دل توی ۱۶۶٬۱۱۲ نفر جمعیت دارد و ۱۵۰ متر بالاتر از سطح دریا واقع شده‌است.